# Auchmera
Auchmera är ett släkte av fjärilar. Auchmera ingår i familjen mott.
Kladogram enligt Catalogue of Life:
| Auchmera | \| \| Auchmera falsalis \| \| \| \| \| \| Auchmera yezonis \| \| \| \| |
|          | \| \| Auchmera falsalis \| \| \| \| \| \| Auchmera yezonis \| \| \| \| |
|          | Auchmera falsalis                                                      |
|          |                                                                        |
|          | Auchmera yezonis                                                       |
|          |                                                                        |